# تپه گل گاورا
تپه گل گاورا مربوط به دوره اشکانیان است و در شهرستان کوهدشت، بخش مرکزی، دهستان کوهدشت جنوبی، روستای کل گاورا واقع شده و این اثر در تاریخ ۲۸ اسفند ۱۳۸۵ با شمارهٔ ثبت ۱۸۸۵۸ به‌عنوان یکی از آثار ملی ایران به ثبت رسیده است.